# Gulryggad fysiljärfisk
Gulryggad fysiljärfisk (Caesio xanthonota) är en fiskart som beskrevs av Bleeker, 1853. Gulryggad fysiljärfisk ingår i släktet Caesio och familjen Caesionidae. Inga underarter finns listade i Catalogue of Life.